# Phạm Duy Cường
Phạm Duy Cường (9 tháng 12 năm 1958 – 18 tháng 8 năm 2016) là một chính khách người Việt Nam. Ông nguyên là Bí thư Tỉnh ủy Yên Bái, tái đắc cử chức Bí thư Tỉnh ủy khóa XVIII, nhiệm kỳ 2015 – 2020.

## Thân thế
Ông sinh năm 1958 tại xã Ninh Sở, huyện Thường Tín, Hà Nội

## Sự nghiệp chính trị
- Tháng 4/1984 – 2/2001: Công tác tại Nhà máy Xi măng Phú Thịnh, tỉnh Hoàng Liên Sơn (nay là Công ty cổ phần Xi măng và Khoáng sản Yên Bái), lên đến chức Giám đốc Nhà máy Xi măng Yên Bái.
- Tháng 2/2001 – 3/2003: Ủy viên Ban chấp hành Đảng bộ tỉnh, Giám đốc Nhà máy Xi măng Yên Bái.
- Tháng 3/2003 – 9/2005: Ủy viên Ban chấp hành Đảng bộ tỉnh, Bí thư Huyện ủy Yên Bình.
- Tháng 9/2005 – 3/2008: Ủy viên Ban Thường vụ Tỉnh ủy, Giám đốc Sở Kế hoạch và Đầu tư tỉnh Yên Bái.
- Tháng 3/2008 – 6/2011: Ủy viên Ban Thường vụ Tỉnh ủy, Phó chủ tịch Ủy ban nhân dân tỉnh, Phó bí thư Tỉnh ủy Yên Bái (khóa XVII).
- Tháng 6/2011 – 2/2015: Phó bí thư Tỉnh ủy, Chủ tịch Ủy ban nhân dân tỉnh Yên Bái.
- Tháng 2/2015 – 9/2015: Bí thư Tỉnh ủy Yên Bái nhiệm kỳ 2010 – 2015.
- Ngày 30/9/2015: Tại Đại hội Đảng bộ tỉnh Yên Bái lần thứ XVIII, nhiệm kỳ 2015 – 2020, Hội nghị lần thứ nhất Ban chấp hành Đảng bộ tỉnh khóa XVIII đã bầu ông Phạm Duy Cường giữ chức Bí thư Tỉnh ủy Yên Bái.

## Bị ám sát
Ngày 18/8/2016, vào lúc gần 8 giờ sáng tại Văn phòng Tỉnh ủy, ông bị bắn tại phòng làm việc của mình. Tuy được đưa cấp cứu, nhưng ông À Sàng, Giám đốc Bệnh viện Đa khoa Yên Bái cho biết, ông Cường đã tử vong trước khi tới bệnh viện .
Theo thông tin ban đầu tháng 8/2016, thì nghi phạm được cho là ông Đỗ Cường Minh, Chi cục trưởng Chi cục Kiểm lâm tỉnh Yên Bái, đã dùng súng K59 bắn. Ông Minh được cho là sau đó đã tự bắn súng vào đầu và chết sau đó. Tuy nhiên về pháp lý thì không thể coi ai đó là hung thủ khi chưa có bản án của Tòa đã có hiệu lực pháp luật.